# 早川慎一
早川 慎一（早川 愼一、はやかわ しんいち、1896年3月5日 - 1969年10月23日）は、日本の鉄道官僚、政治家。参議院議員（2期）。日本通運社長。

## 経歴
東京府出身。東京帝国大学法学部英法学科に入り、1919年、高等試験行政科試験に合格し、翌1920年東京帝国大学を卒業する。同年鉄道省に入り、大宮駅助役となり、鉄道省書記官、鉄道局長などを務め、1938年退官。同年、日本通運に入り、理事を経て、名古屋合同運送社長となる。その後、日本通運社長に就任。1947年の第1回参議院議員通常選挙において全国区から無所属で立候補して当選する。連続2回。後に緑風会に入り、同議員総会副議長、国会内では参議院経済安定、建設の両委員長を歴任する。1959年の第5回参議院議員通常選挙に出馬せず引退した。
1966年春の叙勲で勲二等旭日重光章受章（勲四等からの昇叙）。
1969年10月23日、日本大学医学部附属板橋病院で胆嚢癌により死去。告別式は青山葬儀所で行われた。死没日をもって従四位から正四位に叙される。